# شجرة شريانية
الشجرة الشريانية هو مصطلح يشير إلى جميع الشرايين وتفرعاتها في جسم الإنسان، بداية من الشريان الأبهر:

## الأبهر الصاعد
(من فروعه الشريان التاجي الأيمن والأيسر. اضغط على الرابط لمزيد من التفاصيل)

### الشريان التاجي الأيمن
- الشريان بين البطينين الخلفي (غالبًا)
- الشريان العقدي الجيبي الأذيني (في 60%)
- الشريان الهامشي الأيمن

### الشريان التاجي الأيسر
- الشريان بين البطينين الأمامي
  - حاجزي
  - قطري
- الشريان المنعطف
  - الشريان العقدي الجيبي الأذيني (في 40%)
  - الشريان بين البطينين الخلفي (أحيانًا)
  - الشريان الهامشي الأيسر
  - الشريان الخلفي الوحشي
- الفرع المتوسط (بعض الأحيان)

## قوس الأبهر

### الشريان العضدي الرأسي
- الشريان السباتي الأصلي الأيمن
- شريان تحت الترقوة الأيمن

### الشريان السباتي الأصلي(مباشرة من الجهة اليسرى في قوس الأبهر)

#### الشريان السباتي الباطن
- الشريان العيني
  - المجموعة الحجاجية
    - الشريان الدمعي
      - الشرايين الجفنية الوحشية
      - التفرعات الوجنية
      - التفرع الراجع

    - شريان فوق الحجاج
      - تفرع سطحي
      - تفرع عميق

    - الشريان الغربالي الخلفي
      - تفرع سحائي
      - تفرع أنفي

    - الشريان الغربالي الأمامي
      - الشريان السحائي الأمامي
      - التفرعات الأنفية
      - القوس الجفني العلوي
      - القوس الجفني السفلي

    - الشريان فوق البكرة
    - الشريان الأنفي الظهري
      - فرع للجزء العلوي لكيس الدمع
      - فرع إلى جذر الأنف
      - فرع إلى سطح الأنف

  - المجموعة البصرية
    - الشرايين الهدبية الخلفية الطويلة
      - الدائرة الشريانية الكبرى
      - الدائرة الشريانية الصغرى

    - الشرايين الهدبية الخلفية القصيرة
    - الشريان الهدبي الأمامي
    - الشريان الشبكي المركزي
    - الشريان العضلي
- الشريان المخي الأمامي
- الشريان المخي الأوسط
  - الشرايين المركزية الأمامية الوحشية
    - المخطط الداخلي
    - المخطط الخارجي
- الشريان الموصل الخلفي

#### الشريان السباتي الظاهر
- يخرج من المثلث السباتي
  - الشريان الدرقي العلوي
    - شريان لامي
    - شريان قصي ترقوي خشائي
    - شريان حنجري علوي
    - شريان حلقي درقي

  - شريان بلعومي صاعد
  - شريان لساني
  - شريان وجهي
    - عنقي
      - شريان حنكي صاعد
      - تفرع لوزي
      - شريان تحت الذقن
        - تفرع سطحي
        - تفرع عميق

      - تفرعات غدية

    - وجهي
      - شريان شفوي سفلي
      - شريان شفوي علوي
      - تفرع أنفي وحشي
      - شريان زاوي - التفرع النهائي

  - شريان قذالي
- الشريان الأذني الخلفي
- تفرعات انتهائية
  - الشريان الفكي
    - الجزء الأول
      - الشريان الأذني العميق
      - الشريان الطبلي الأمامي
      - الشريان السحائي الأوسط
        - أمامي وخلفي
          - الشريان العيني (نادر جدًا)
          - الشريان الطبلي العلوي
          - أوعية للعقدة الهلالية
          - تفرع صخري سطحي
          - تفرعات حجاجية
          - تفرعات صدغية

      - الشريان السنخي السفلي
        - تفرع قاطع
        - تفرع ذقني
        - تفرع لساني
        - تفرع ضرسي لامي

      - الشريان السحائي الإضافي

    - الجزء الثاني
      - الشريان الماضغي
      - تفرعات جناحية
      - الشرايين الصدغية العميقة
      - الشريان الشدقي

    - الجزء الثالث
      - الشريان الوتدي الحنكي، التفرع النهائي
        - تفرعات أنفية خلفية وحشية
        - تفرعات حاجزية خلفية

      - شريان حنكي نازل
        - الشريان الحنكي الكبير
        - الشرايين الحنكية الصغرى

      - شريان تحت الحجاج
        - تفرعات حجاجية
        - شرايين سنخية علوية أمامية

      - شريان سنخي علوي خلفي
      - تفرعات للقنوات السنخية
      - تفرعات لثوية
      - الشريان البلعومي
      - شريان النفق الجناحي

  - شريان صدغي سطحي
    - شريان وجهي مستعرض
    - شريان صدغي أوسط
    - تفرع أذني أمامي
    - تفرع جبهي
    - تفرع جداري

#### شريان تحت الترقوة الأيسر

##### شريان فقري
- تفرعات سحائية للشريان الفقري
- الشريان النخاعي الخلفي
  - تفرع صاعد
  - تفرع نازل
- الشريان النخاعي الأمامي
- الشريان المخيخي السفلي الخلفي
  - تفرع أنسي
  - تفرع وحشي
- الشريان البازلي
  - الشريان المخيخي السفلي الأمامي
  - التفرعات الجسرية

##### الشريان الصدري الغائر
- تفرعات منصفية
- تفرعات توتية
- شريان تأموري حجابي
- تفرعات قصية
- تفرعات ثاقبة
- التفرعات الأمامية الوربية (ستة)
  - تفرعات علوية
  - تفرعات سفلية
- الشريان العضلي الحجابي
  - تفرعات وربية (ثلاثة)
  - تفرعات للجزء السفلي من التأمور
  - تفرعات للحجاب الحاجز
  - تفرعات لعضلات البطن
- الشريان الشرسوفي العلوي

##### الجذع الدرقي الرقبي
- الشريان الدرقي السفلي
- الشريان فوق الكتف
- الشريان الرقبي المستعرض
  - تفرع سطحي
  - تفرع غائر/الشريان الكتفي الظهراني (أحيانًا)

##### الجذع الضلعي الرقبي
- الشريان الرقبي العميق
- الشريان الوربي الأعلى
  - الشريان الوربي الخلفي الأول والثاني

##### الشريان الإبطي
- الشريان الصدري العلوي
- الشريان الصدري الأخرمي
  - الأخرم
  - العضلة الصدرية الكبيرة
  - الترقوة
  - العضلة الدالية
- الشريان الصدري الوحشي
- الشريان تحت الكتف
- الشريان المنعطف العضدي الأمامي
- الشريان المنعطف العضدي الخلفي

##### الشريان العضدي
- الشريان العضدي العميق
  - الشريان الكعبري الجانبي
  - الشريان الأنسي الجانبي
  - تفرعات للعضلة الدالية
- الشريان الزندي العلوي الجانبي
  - الشريان الراجع الزندي الخلفي
- الشريان الزندي السفلي الجانبي
  - تفرعات صاعدة
  - تفرعات نازلة
- الشريان الكعبري
  - تفرعات كعبرية في الساعد
  - الشريان الكعبري الراجع
  - تفرعات راحية رسغية للشريان الكعبري
  - تفرعات راحية سطحية للشريان الكعبري
  - تفرعات كعبرية عند المعصم
  - تفرعات رسغية ظهرية للشريان الكعبري
  - الشريان السنعي الظهري الأول
  - تفرعات كعبرية في اليد
  - الشريان الرئيسي للإبهام
  - الشريان الكعبري السبابي
  - القوس الراحية العميقة
- الشريان الزندي
  - الشريان الزندي الراجع الأمامي
  - الشريان الزندي الراجع الخلفي
  - الشريان بين العظام الأصلي
  - الشريان بين العظام الخلفي
    - الشريان بين العظام الراجع

  - الشريان بين العظام الأمامي
    - تفرعات عضلية
    - شرايين تغذية للزند والكعبرة
    - تفرع للشبكة الراحية الرسغية

  - الشريان العضلي
  - تفرع راحي رسغي للشريان الزندي
  - القوس الراحي الرسغي
  - تفرع ظهراني رسغي للشريان الزندي
  - القوس الظهراني الرسغي
  - تفرع راحي عميق للشريان الزندي
  - القوس الراحي السطحي

## الأبهر الصدري
- الشرايين القصبية
- الشرايين المريئية
- تفرعات منصفية
- الشرايين الوربية التسعة السفلية (الثالث حتى الحادي عشر)
- شرايين تحت الضلع
- الشريان الحجابي العلوي

## الأبهر البطني

### الشريان البطني
- الشريان المعدي الأيسر
  - تفرعات كبدية
  - تفرعات مريئية
- الشريان الكبدي الأصلي
  - الشريان الكبدي المخصوص
    - تفرعات انتهائية
      - الشريان الكبدي الأيمن
        - الشريان المراري

      - الشريان الكبدي الأيسر

    - الشريان المعدي الأيمن

  - الشريان المعدي الإثنا عشري
    - الشريان المعدي الثربي الأيمن
    - الشريان البنكرياسي الإثناعشري العلوي
- الشريان الطحالي
  - الشريان البنكرياسي الظهراني
  - الشرايين المعدية القصيرة
  - الشريان المعدي الثربي الأيسر